# 魏森東克之歌
《韦森东克之歌》（德語：Wesendonck Lieder），WWV 91，又译《魏森东克之歌》，是德国作曲家里夏德·瓦格纳取材自玛蒂尔德·韦森东克的詩作所譜寫的艺术歌曲，原名为《为女声所作的五首诗歌》（德語：Fünf Gedichte für eine Frauenstimme）。瓦格纳在1857～1858年创作歌剧《特里斯坦与伊索尔德》期间，为玛蒂尔德·韦森东克的五首诗谱写了曲。这些歌曲与《齐格弗里德牧歌》一起，是瓦格纳最经常演出的两部非歌剧作品。

## 历史

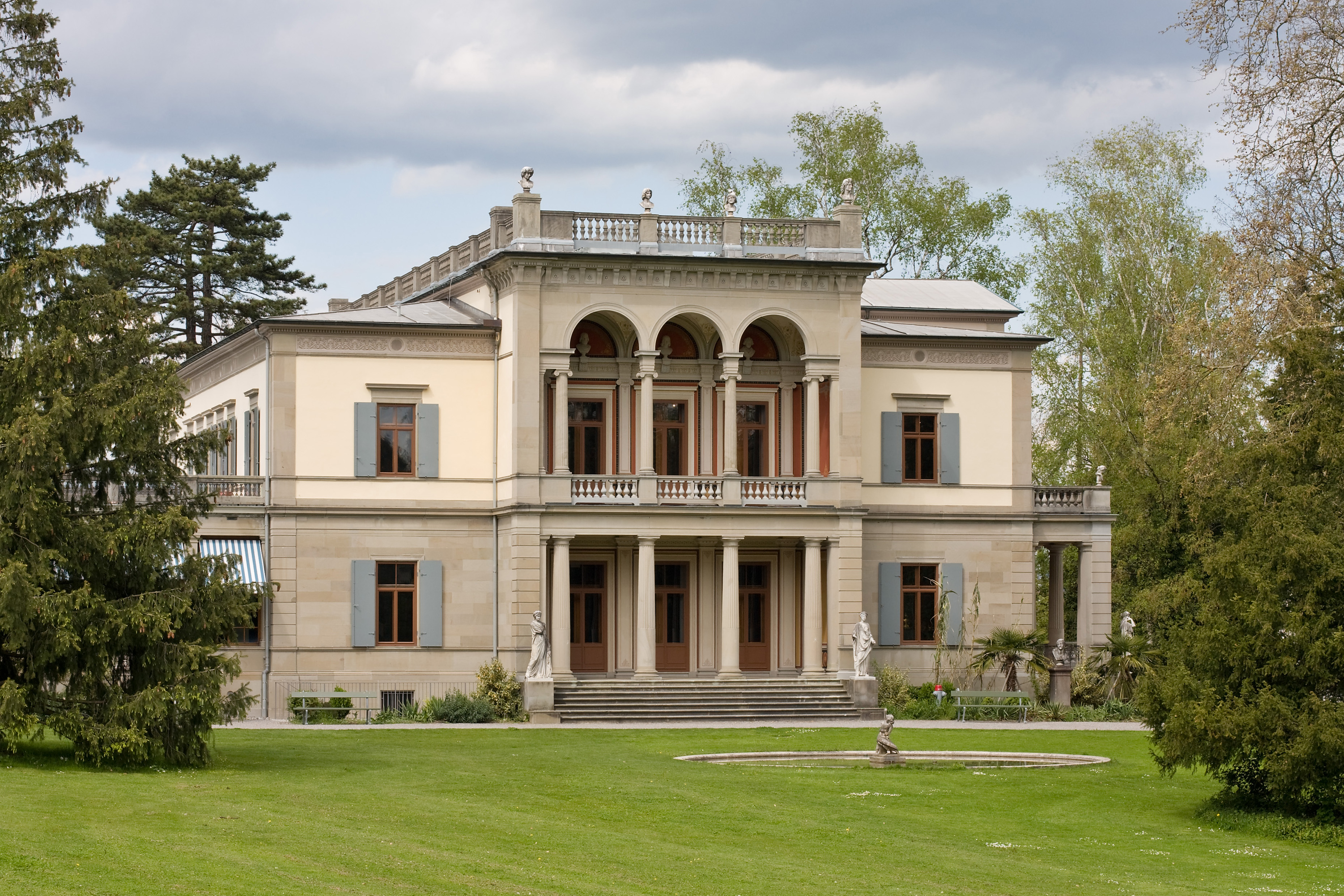
韦森东克别墅：韦森东克於蘇黎世的宅邸，位于今里特公园内

《韦森东克之歌》是里夏德·瓦格纳根据玛蒂尔德·韦森东克的诗作改编而来的。玛蒂尔德·韦森东克是瓦格纳的一位赞助人奥托·韦森东克的妻子。1849年德累斯顿五月起义后，瓦格纳从萨克森逃离到苏黎世，在那结识了奥托·韦森东克。此后一段时间，瓦格纳和他的妻子明娜·普拉纳一起住在韦森东克庄园的一个名为“阿叙尔”（直译：避难所）的小屋。
瓦格纳于1860年以1000法郎的价格将这些作品卖给了出版商朔特音乐。1862年首次出版的版本名为《为女声所作的五首诗歌》（Fünf Gedichte für eine Frauenstimme）。首演在出版商位于美因茨的住所举行，由女高音歌唱家埃米莉·格纳斯特演唱，钢琴家伴奏。首次出版时，词作者玛蒂尔德·韦森东克的名字并没有被写明。直到1902年玛蒂尔德去世后，她作为瓦格纳《为女声所作的五首诗歌》词作者的事实才被公开。

## 内容
該組五首藝術歌曲最常見的順序如下：
1. 天使（""），作于1857年11月
2. 站立不动！（""），作于1858年2月
3. 溫室中（""），作于1858年5月
4. 痛苦（""），作于1857年12月
5. 夢（""），作于1857年12月

目前常用的歌曲顺序第一次出现在1862年的首次出版版本中。这引起了怀疑，即瓦格纳本意是将这五首歌曲组成一个声乐套曲，还是仅仅视其为五首单曲的集合。
瓦格纳本人将其中两首歌曲称为对歌剧《特里斯坦与伊索尔德》的研究（即德语歌名中的""），首次使用了后来在该歌剧中发展的某些音乐理念。在《梦》中可以听到歌剧第二幕中爱情二重唱的来源，而五首歌曲中的最晚作曲的《温室中》使用了后来在歌剧第三幕前奏中广泛发展的音乐素材。

## 版本
《韦森东克之歌》最初是为女声和钢琴创作的，但在1857年12月23日玛蒂尔德生日之际，瓦格纳为《梦》配器了管弦乐版本，由室内乐团演奏，小提琴演奏人声声部。
1893年8月3日，奥地利指挥家和作曲家费利克斯·莫特尔为全部五首歌曲完成了大型管弦乐团的配器，成为交响乐团最常演奏的版本。1972年，意大利作曲家维耶里·托萨蒂对这些歌曲进行了重新配器。1976年，德国作曲家汉斯·维尔纳·亨策为这些歌曲谱写了一个室内乐版本。2004年，德国作曲家克利图斯·戈特瓦尔德将《温室中》和《梦》改编为16人无伴奏合唱团的《〈特里斯坦与伊索尔德〉的两份研究》（Zwei Studien zu "Tristan und Isolde"）。2013年暨瓦格纳诞辰200周年，华裔英国作曲家庄祖欣首演了他为声乐、中提琴（或大提琴）和钢琴而作的《韦森东克奏鸣曲》。法国作曲家克里斯托夫·洛滕转录了声乐和弦乐四重奏的版本，2015年3月于巴黎香榭丽舍剧院首演。
一些男歌手也演唱了其中的一些歌曲。劳里茨·梅尔基奥尔在1923年为HMV唱片录制了《痛苦》和《梦》。《天使》由男高音佛朗哥·科雷利（法语版）、普拉西多·多明戈、约纳斯·考夫曼、和男低音帕塔·布尔奇乌拉德泽录制过。少数人录制了全部五首歌曲，包括勒内·科洛。男高音斯图尔特·斯凯尔顿和克里斯托夫·普雷加尔丁也分别于2018年和2019年录制了全部五首歌曲。